# 高平省
高平省（越南语：／）是越南東北部的一個省，省人民委员会驻地在蜀泮坊。高平全省人口约53万，面积约6700平方公里。自西向东分别与宣光省、太原省、谅山省以及中国广西壮族自治区相邻。
高平省的控制權曾幾經易手，当地自古為許多支雒越部落居住地，在李朝期间，越、宋以及当地的侬族部落曾围绕高平的控制权展開过多次战争。隨後数百年裡，高平的統治權曾在越南與中国之間多次易手，直到1427年黎利驱逐明军建立后黎朝为止，“高平”即得名于后黎朝。1527年，後黎朝權臣莫登庸废黜黎恭皇，建立莫朝，自此以后直至1677年，高平一直处于莫氏的勢力范围下。郑主消灭莫氏后，高平重归后黎统治。阮朝明命年间，朝廷改高平镇为高平省。1885年以后，先后被法兰西殖民帝国和大日本帝国占领，越南独立同盟会则以此为根据地组织武装力量對抗日、法，一直持續至1950年代。越南民主共和国时期，高平省一度于1975年与谅山省合并组建高谅省，但在1978年恢复原有建制。

## 歷史

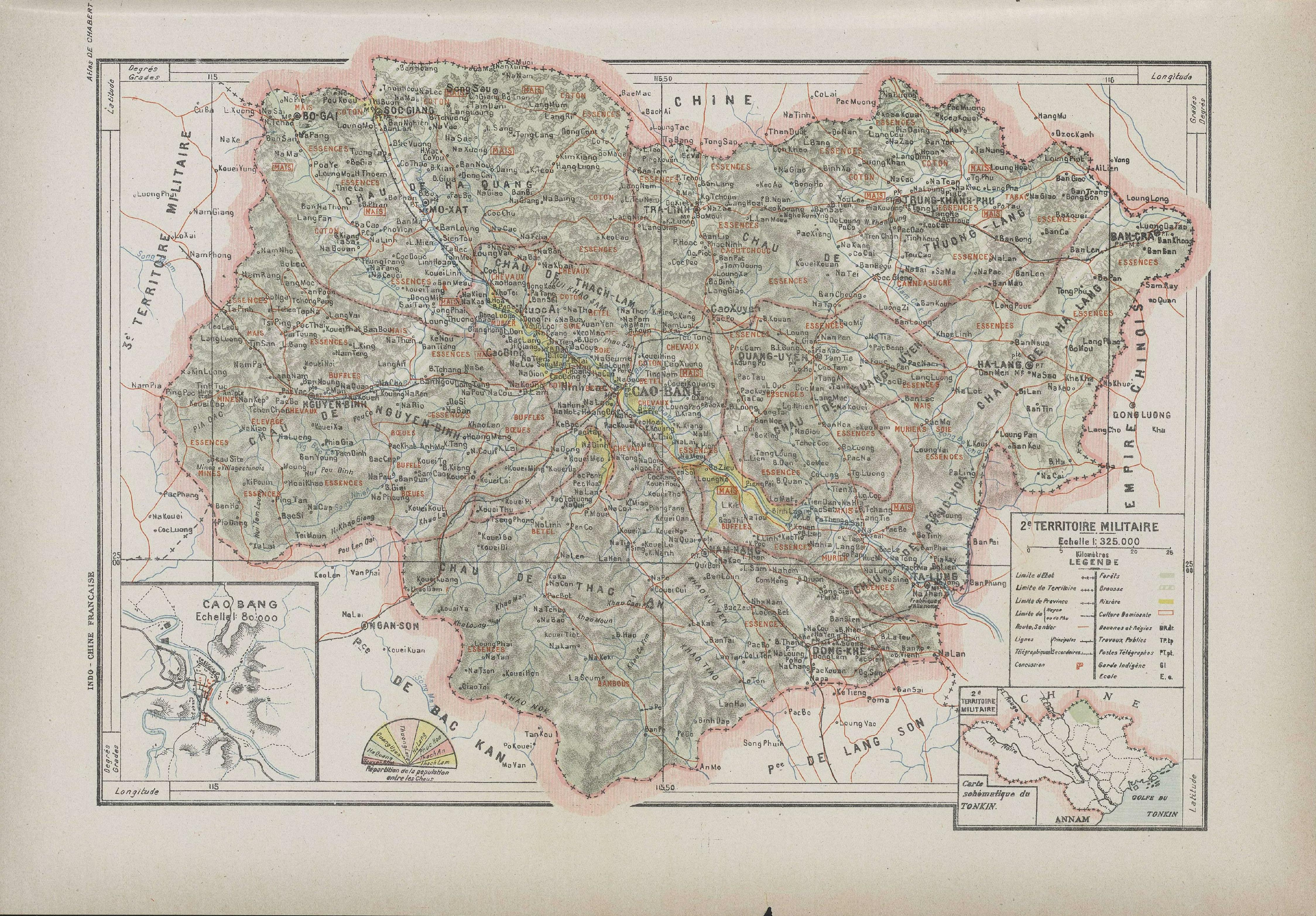
法属印度支那时期的高平省地图

高平是侬族和岱依族的世居地。越南学者认为，征服文郎国的瓯雒国，其最初统治中心就位于高平省一带。在李朝期间，高平、谅山一带被称作广源州，该地区由侬族土司世袭统治，同时向李朝和宋朝称臣，后儻猶州首領儂存福攻占廣源州，自立為「昭聖皇帝」，並於通瑞五年（1038年）農曆十二月進攻李氏朝廷，翌年（1039年，通瑞六年）年初，李朝君主李太宗親征廣源州，擒獲存福，帶到昇龍處死，但其妻阿儂、兒子儂智高卻在戰事中逃脫:227-228。乾符有道三年（1041年），阿儂與儂智高奪回儻猶州，建「大曆國」，李氏朝廷出兵討平，擒儂智高回昇龍。李太宗憐憫其一家遭遇，便赦罪放回，並任命為廣源州長官:230。崇興大寶四年（1052年），宋人討滅儂智高，李朝夺取广源州:289-294。
宋朝在神宗熙寧年間（1068年－1077年），對越南李朝採強硬態度，最终引发了宋越熙宁战争，太寧五年（1076年），宋将郭逵占领廣源州，宋廷将其改名顺州，后来，李朝君主李仁宗向宋方要求停戰，并表示願意歸還所擄掠人眾。1078年，宋廷將順州交還李朝，恢复广源州之名，兩國重歸和好。
在第四次北屬時期，高平地隶属太原州及谅山州。宣德三年（1428年），越南民變領袖黎利驱逐明军，建立后黎朝，高平地属北平府，后改高平府:49。后黎朝洪德四年（1473年），宁朔承宣更名为太原承宣，高平府属之:2, 10。景统二年（1499年），黎廷成立高平镇，脱离太原:49。1592年，郑主北伐攻破昇龍，莫朝节节败退，高平遂成为莫朝後期所剩餘的势力範圍:40。后来，清朝以莫氏支持吴三桂三藩之乱而褫夺其爵，高平遂归后黎，并恢复高平镇建制:49。阮朝明命年间，高平镇改制为高平省，朝廷设置谅平巡抚一职统管高平、谅山庶务。在中法战争期间，清军曾与法军在高平交战，但最终战败。
1885年，法国正式吞并越南，高平省成为法属印度支那殖民地東京保護國的一部分。在此期间，法国人在高平修筑道路、开采矿产，并对当地一切的反抗活动采取镇压措施。

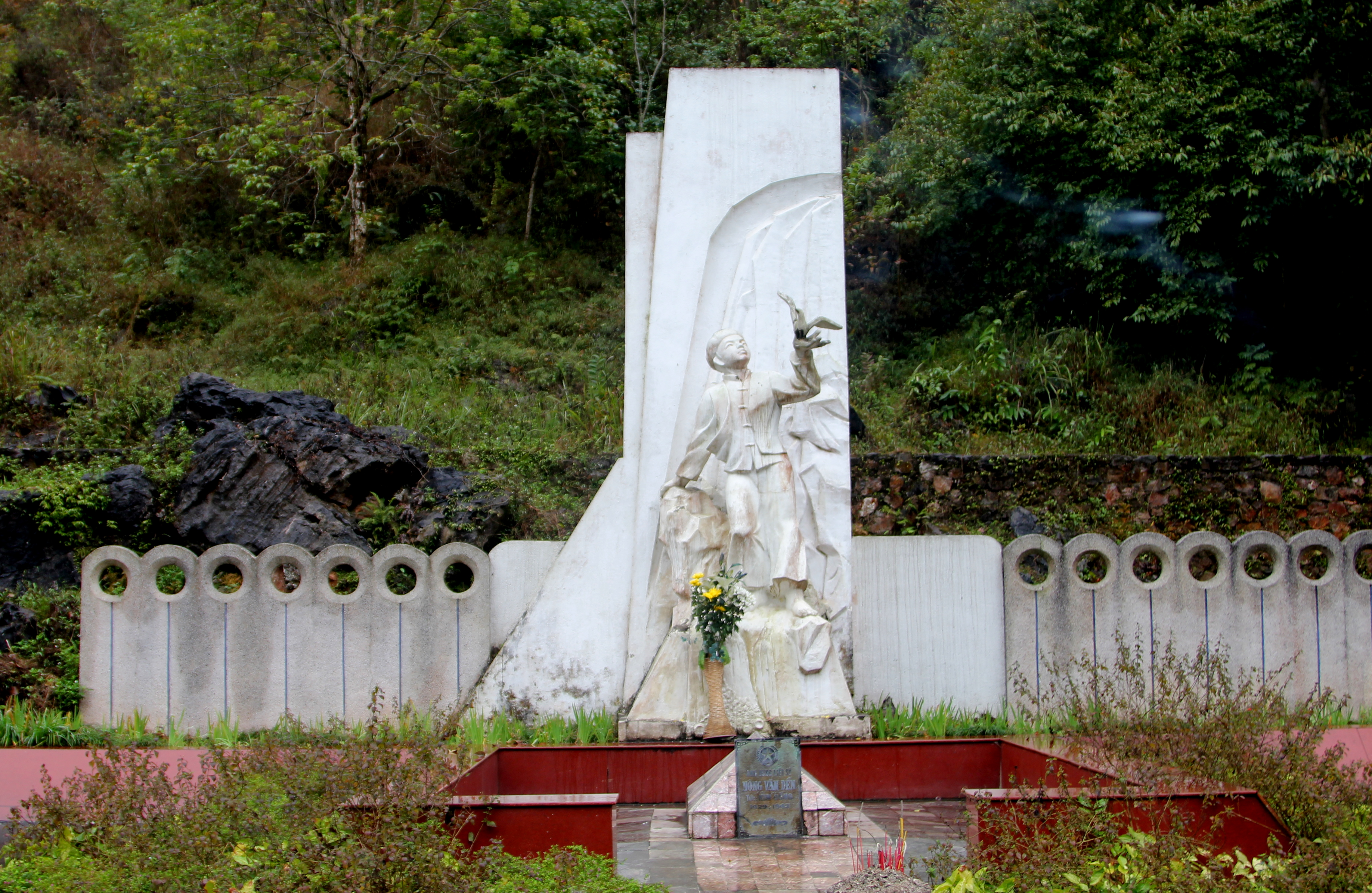
金童墓，出生于高平的金童是越南政府追认的烈士

1940年，日軍入侵法屬印度支那，当时的印度支那共產黨领导人胡志明曾活跃于高平，招募志同道合之士，并在境內的北坡村（Pắc Bó）成立越南独立同盟会，为日后夺取政权奠定基础:76-77，亦逐渐取得了對高平一带的控制权，1945年6月，越盟在高平等省成立解放区同年8月，日军战败，胡志明领导的越盟随即宣布脱离法国独立，建立越南民主共和国（北越），但法国却宣佈当地重歸其統治，越法双方也因谈判失败而爆发战争，期间越、法两军曾在高平一带爆发高北諒戰役、边界战役等多次冲突，由于及时调整、改换主要进攻目标，越盟最终击败了法军，成功占领了高平。
1975年，高平省一度撤销并与谅山省合并为高谅省，1978年，高谅省撤销，重新分设为高平省与谅山省:317。
1979年中越战争期间，高平省曾被中国人民解放军占领。该省不少县市也受到炮击:345-346。在此阶段，中越两国关系紧张，两国军队时常在高平边境开火，造成平民死伤，当地的边贸也一度停止，直到1980年代中后期才逐渐恢复正常:574, 613-614。

## 地理
高平省位于越南国境北隅，总面积6700,4平方公里:89。自西至东南分别与宣光省、太原省、谅山省相接:3，東北与中华人民共和国廣西壯族自治區百色市:35及崇左市相连:365，边界线长约300公里。高平省位在高平—先安深断层上，多山地丘陵，褶皱山系、喀斯特地貌广泛发育，盆地僅分布在一些河流流域。
高平省整体上属热带季风气候，而在柯本气候分类法中，高平属于典型的副热带湿润气候，夏季炎热多雨，冬季温和少雨。年均温为21.7摄氏度，其中保乐县等西隅县市年均温略高于全省平均值:118。高平省5月至9月为雨季，10月至翌年4月为旱季，年降雨量在1,200毫米至1,800毫米之间，其中降雨量较大的原平縣年雨量达1,761.4毫米，而降雨量较小的保乐县年雨量为1,232.6毫米:445。
| 高平                 | 高平        | 高平        | 高平        | 高平         | 高平         | 高平         | 高平          | 高平          | 高平         | 高平        | 高平        | 高平        | 高平            |
| 月份                 | 1月         | 2月         | 3月         | 4月          | 5月          | 6月          | 7月           | 8月           | 9月          | 10月        | 11月        | 12月        | 全年            |
| -------------------- | ----------- | ----------- | ----------- | ------------ | ------------ | ------------ | ------------- | ------------- | ------------ | ----------- | ----------- | ----------- | --------------- |
| 历史最高温 °C（°F）  | 32.3 (90.1) | 35.9 (96.6) | 37.1 (98.8) | 39.5 (103.1) | 40.6 (105.1) | 39.6 (103.3) | 38.7 (101.7)  | 39.1 (102.4)  | 37.8 (100.0) | 36.9 (98.4) | 34.4 (93.9) | 32.3 (90.1) | 40.6 (105.1)    |
| 平均高温 °C（°F）    | 18.4 (65.1) | 20.0 (68.0) | 23.4 (74.1) | 27.9 (82.2)  | 31.2 (88.2)  | 32.2 (90.0)  | 32.5 (90.5)   | 32.3 (90.1)   | 31.4 (88.5)  | 28.5 (83.3) | 24.6 (76.3) | 20.8 (69.4) | 26.9 (80.4)     |
| 日均气温 °C（°F）    | 13.8 (56.8) | 15.5 (59.9) | 18.9 (66.0) | 23.1 (73.6)  | 25.9 (78.6)  | 27.2 (81.0)  | 27.2 (81.0)   | 26.8 (80.2)   | 25.5 (77.9)  | 22.7 (72.9) | 18.7 (65.7) | 15.1 (59.2) | 21.7 (71.1)     |
| 平均低温 °C（°F）    | 10.9 (51.6) | 12.7 (54.9) | 16.0 (60.8) | 19.8 (67.6)  | 22.3 (72.1)  | 23.8 (74.8)  | 24.1 (75.4)   | 23.6 (74.5)   | 22.1 (71.8)  | 19.3 (66.7) | 15.4 (59.7) | 11.6 (52.9) | 18.5 (65.3)     |
| 历史最低温 °C（°F）  | −0.9 (30.4) | 1.8 (35.2)  | 3.1 (37.6)  | 6.6 (43.9)   | 13.7 (56.7)  | 15.6 (60.1)  | 18.2 (64.8)   | 16.7 (62.1)   | 14.2 (57.6)  | 7.2 (45.0)  | 3.6 (38.5)  | −1.3 (29.7) | −1.3 (29.7)     |
| 平均降水量 mm（）    | 29.4 (1.16) | 24.7 (0.97) | 47.5 (1.87) | 84.3 (3.32)  | 194.7 (7.67) | 247.1 (9.73) | 257.8 (10.15) | 257.2 (10.13) | 138.3 (5.44) | 75.8 (2.98) | 45.4 (1.79) | 25.1 (0.99) | 1,427.2 (56.19) |
| 平均降雨天数         | 8.5         | 8.5         | 9.8         | 11.3         | 14.8         | 17.0         | 18.3          | 18.0          | 12.2         | 9.4         | 7.3         | 6.3         | 141.4           |
| 平均相對濕度（％）   | 81.1        | 80.7        | 80.5        | 80.3         | 80.3         | 82.9         | 84.8          | 85.8          | 84.0         | 82.6        | 82.1        | 80.4        | 82.1            |
| 月均日照時數         | 63.9        | 65.1        | 76.8        | 117.9        | 161.7        | 152.9        | 173.3         | 179.7         | 166.0        | 136.1       | 116.6       | 106.4       | 1,516.5         |
| 来源：越南建筑科学院 |             |             |             |              |              |              |               |               |              |             |             |             |                 |

### 水文
高平省境內的水域以天然河流和人工湖泊為主，西隅河流多为红河水系，东隅则以珠江水系为主。东隅主要的河流为平江，其上源名为平孟河，发源于中国广西的平孟镇，于平孟关流入高平省:74-75，该河流自西北向东南流经舊高平市在内的高平省各县市，于该省广和县馱隆市鎮流出越南，复入中国境内，称为水口河:147，水口河最终与平而河在广西龙州县龙州镇西南隅的洗马滩汇集为左江:107。左江在高平省的主要支流还有归春河，该省知名的旅遊景點板約瀑布就位在此河河畔:153。高平省西隅主要的河流有吟江，在广西名为百都河，為紅河支流瀘江的左岸支流:74-75。

### 自然资源
高平省位在高平—谅山锰铝带上，矿产资源丰富:63，其中原平出产铁矿:37，静宿出产锡矿、钨矿及钙铀云母:39-40，而廣和縣、重慶縣等地则出产锰矿:37。除此之外，处于南亞熱帶常綠季雨林帶的高平还分布着广袤的森林:13-14。水力资源也较为丰富:15。

## 人口

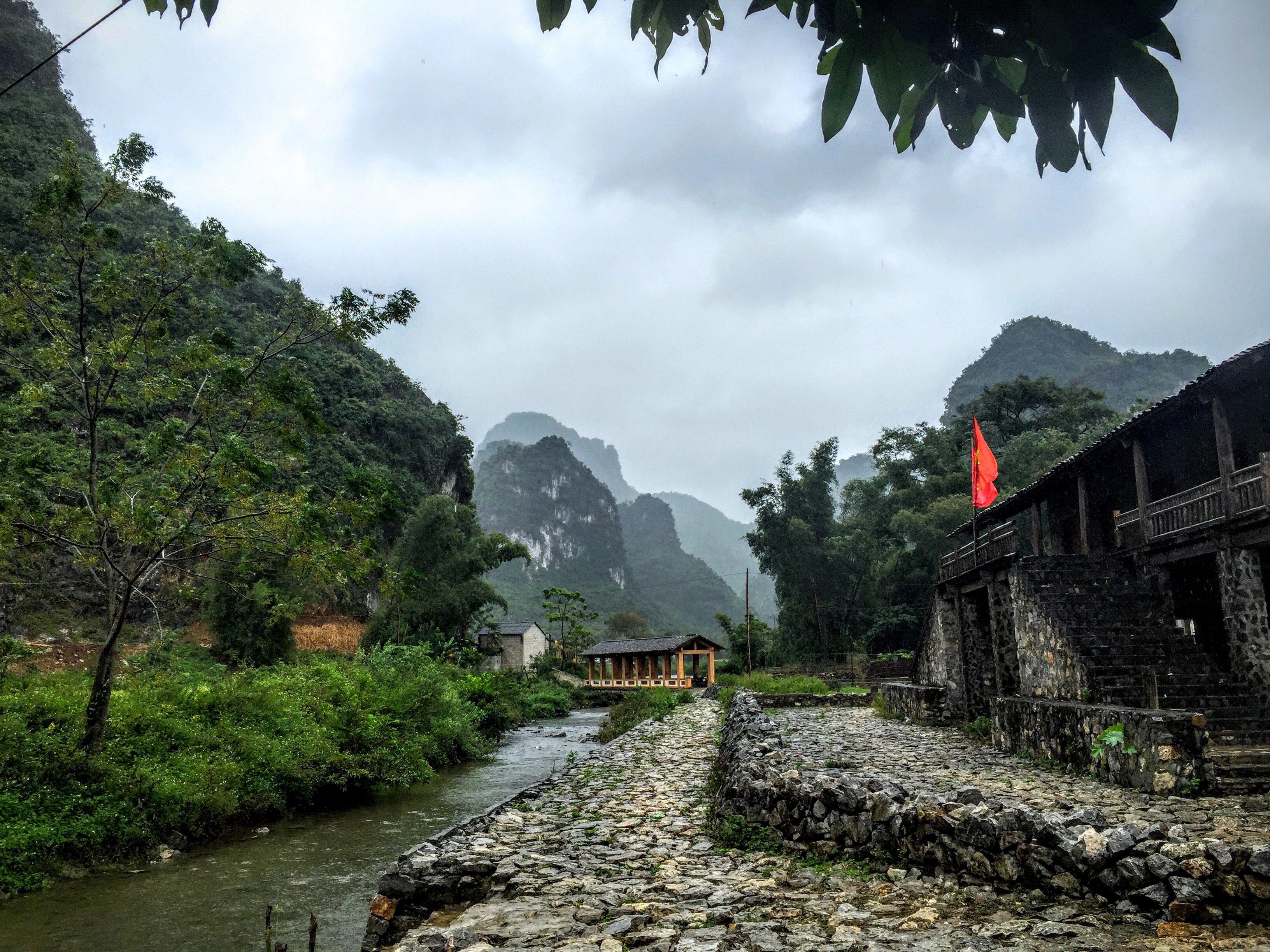
重庆县的岱依族村落

2019年第七次全国人口普查时，高平省共有137,802户:344，常住人口530,341人，人口密度为每平方公里79.2人，從性別上來看，男性人口為265,620人，女性人口為264,721人。從分布上來看，居住在城鎮的人口為123,407人，居住在鄉村的人口為406,934人:11。
高平省的人口构成以岱依族、侬族、瑶族、山澤族、赫蒙族为主，主体民族京族则有27,170人:64-65。越南语作为国家官方语言在省内各领域广泛使用，但少数民族语言岱依语、苗语、瑶语等也有较多的母语人口，其中该省和安縣的岱依—侬语方言也曾被越南学者视为该国侬语的标准音点，后因其语音系统不够普遍而被谅山省長定縣的方言代替。高平省还开设了相应的民族语言广播及电视节目。

## 行政區劃
在2025年7月行政区划改革前，高平省下轄高平市1个省辖市，保樂縣、保林縣、下琅縣、河廣縣、和安縣、原平縣、廣和縣、石安縣、重慶縣9县。
1948年1月25日，北越政府将各战区合并为联区，战区抗战委员会改组为联区抗战兼行政委员会。第一战区和第十二战区合并为第一联区，设立第一联区抗战兼行政委员会，高平省划归第一联区管辖。1949年11月4日，第一联区和第十联区合并为越北联区，设立越北联区抗战行政委员会。高平省随之划归越北联区管辖。1956年7月1日，越北联区改组为越北自治区。高平省划归越北自治区管辖。
1958年3月20日，镇边县更名为茶岭县。1963年3月14日，静宿市镇成立，为高平省直辖市镇。1966年4月7日，河广县析置通农县。1967年3月8日，广渊县和复和县合并为广和县。1969年9月15日，下琅县并入广和县和重庆县。
1975年12月27日，越北自治区撤销，高平省与谅山省合并为高谅省，1978年12月29日，高平省自高谅省析出，北太省银山县和𢄂野县划归高平省管辖。1981年，越南部长会议决定静宿市镇整体并入原平县。1996年11月6日，越南国会决议撤销北太省，恢复太原省和北𣴓省，𠀧𣷭县和银山县自高平省划归北𣴓省。
2020年1月10日，通农县并入河广县。同年月11日，广渊县和复和县合并为广和县，茶岭县并入重庆县。2025年，越南省份合併後，高平省廢除縣，改為省社二級制，同時，該省的社坊市镇改制3個坊、53個社，省人民委员会驻地位于蜀泮坊。

## 經濟
高平省較貧窮，農林業、採礦業及進出口貿易是當地的重要經濟來源。2022年，高平省地区生产总值增长率为5.04%，同比2021年增长了8.2%。在农林业领域，高平地势复杂，坡度较大，大面积的农田较少，以旱作种植为主，稻米产地多分布于梯田上。截至2021年，该省有水牛10.61万头、黄牛10.52万头、猪只26.1万头，家禽297.4万只:560-566。当年，高平有稻田292平方公里，共收获稻米13.37万吨，每公顷平均产量为45.7公担:522-526。除了糧食作物之外，高平省還出產茶葉、栗子、烟草及黄豆等農產品:14。
高平省工业基础较薄弱，其传统的工业部门有手工业、采矿业。静宿社的锡矿在20世纪初就已得到了开发，在20世纪50年代，因从事锡矿相关产业收入较高，在静宿从事采矿业的人口一度增加，1990年代，当地锡矿年产量400至500吨:39，现已趋于枯竭。农产品及矿产加工业已经成为高平主要的工业部门之一。

## 文化

### 媒体
越南主要的媒體越南国家电视台、越南之声广播电台等均可在高平省接收，越南通讯社等国营媒体也在高平设有代表机构。因为邻近中国广西壮族自治区，当地还可以接收到广西对外广播电台的讯号。越共高平省委、高平省人民委员会还拥有高平广播电视台、《高平报》等媒體，以报道高平省的地方新聞。

## 友好城市
高平省保樂縣与中国广西那坡縣，河廣縣、重慶縣与广西靖西市，廣和縣与广西龙州县，下琅縣与广西大新县互為友好城市。这些县市均位于中越边境线上。

## 外部連結
- 高平省电子信息门户网站（页面存档备份，存于）（越南文）